# Protopolybia sedula
Protopolybia sedula är en getingart som först beskrevs av Henri Saussure 1854.  Protopolybia sedula ingår i släktet Protopolybia och familjen getingar. Inga underarter finns listade i Catalogue of Life.